# Kamelion
Kamelion es un personaje de ficción de la longeva serie británica de ciencia ficción Doctor Who. Se trata de un androide capaz de cambiar de forma, a quien en su forma por defecto da voz Gerald Flood. Es un breve acompañante del Quinto Doctor, que aparece en dos seriales entre 1983 y 1984.

## Historia del personaje
Cuando el Doctor le encuentra por primera vez en la Inglaterra del año 1.215 d. C. en The King's Demons, Kamelion es un instrumento del Señor del Tiempo renegado conocido como El Amo, que obliga a Kamelion a pasar como el Rey Juan. En la conclusión del encuentro anterior con el Amo en Time Flight, estaba atrapado en el planeta Xeriphas. Cuando el Amo reaparece, ya tiene a Kamelion con él, y dice que es un souvenir que se llevó de allí. Aunque Kamelion tiene un cierto grado de conciencia, también tiene una fuerza de voluntad extremadamente débil, y así cualquier personalidad fuerte puede manipularle. El Doctor libera a Kamelion del yugo del Amo y se une al Doctor en la TARDIS (ante la desaprobación de Tegan). Pasa su tiempo fuera de pantalla dentro de la TARDIS entre sus dos apariciones, sin que nadie le mencione, y de hecho tampoco se le vuelve a mencionar en pantalla tras su marcha.
Kamelion vuelve a caer bajo la influencia del Amo en el serial Planet of Fire, y le ruega al Doctor que le destruya. El Doctor usa el eliminador por compresión de tejidos del Amo, encogiéndole y destruyéndole. La última imagen de Kamelion es del robot en tamaño de muñeca tirado en el suelo, con cables saliéndole del hombro. La última aparición de Kamelion es como una de las imágenes alucinatorias de los acompañantes del Quinto Doctor que ve durante su regeneración en The Caves of Androzani.

## Tras las cámaras
Cuando Kamelion cambiaba de forma, le interpretaba el actor de cuyo personaje tomaba la forma. Sin embargo, en su forma por defecto, era un auténtico robot controlado por ordenador. La razón por la que el Kamelion robótico se usó a tiempo completo en sólo dos seriales fue porque el equipo de producción lo encontraba muy difícil de manejar. Se estropeaba frecuentemente, y las cosas fueron a peor cuando su inventor, Mike Power, falleció en un accidente de barco sin dejar ningún manual ni nada escrito sobre el complejo código que lo controlaba. Una tercera aparición en el serial The Awakening, diseñada para rellenar el hueco entre apariciones y para recordar a los espectadores de su existencia y del hecho de que se había estado escondiendo todo ese tiempo en algún sitio de la TARDIS, se cortó por razones de tiempo y nunca se emitió. Aunque se pensaba perdida para siempre, la escena se recuperó en una copia en video de un montaje inicial del episodio uno de The Awakening en el archivo personal del productor John Nathan-Turner. Una vez presentada al Doctor Who Restoration Team, se incluyó en el documental Kamelion: Metal Man, incluido en el DVD de The King's Demons.

## La supuesta maldición de Kamelion
En el libro de referencia Doctor Who: The Completely Useless Encyclopedia (1996, Chris Howart y Steve Lyons escriben que "Un examen de la historia de Kamelion revela de la posible existencia de una maldición al estilo de otras como la de la saga Poltergeist. Tanto Terence Dudley como Peter Grimwade, que guionizaron las apariciones del robot, murieron. También lo hizo el que le daba voz, Gerald Flood, y Dallas Adams, que le interpretó en su forma de Howard Foster durante gran parte de Planet of Fire. Eso sin contar que su diseñador de software, Mike Power, se mató poco después de que se tomara la decisión de incluir al robot en la serie. Erick Pringle puede dar gracias a los astros de que la secuencia de Kamelion se quitara de The Awakening y el escritor Craig Hinton de Missing Adventures debería empezar a preocuparse". Hinton, que escribió la historia de Missing Adventures titulada The Crystal Bucephalus, en la que aparecía prominentemente Kamelion, murió después de infarto a los 42 años, en 2006.